# グラズィエラ・マシエル・バホーゾ
グラズィエラ・マシエル・バホーゾ（Graziela Maciel Barroso、1912年4月11日 - 2003年5月5日）はブラジルの植物学者である。ブラジルの顕花植物の分類学、ブラジルにおける植物学教育に貢献した
。

## 略歴
マトグロッソ・ド・スル州のコルンバで生まれた。家庭婦人になる教育を受けて、16歳で リオデジャネイロ植物園で働く、農学者のリベラト・バホーゾ（Liberato Joaquim Barroso）と結婚した。2人の子供を育てた後、夫から植物学を学び、リオデジャネイロ植物園でトレーナーの仕事についた。1946年からは夫と分類学の仕事をするようになった。
1949年に夫が没した後、グｱナバラ大学（現在のリオデジャネイロ州立大学）に入学し、1961年に学位（BS）を得た。1962年にブラジリア大学が創設されるとブラジリア大学で働き、後に植物学の教授となった。1973年に61歳でカンピナス大学から博士号を得た。
著書に「ブラジルの被子植物分類」（"Sistemática de angiospermas do Brasil"）や「果物と種」（"Frutos e Sementes"）などがある。
de Honra ao Mérito （1999）、"Orgulho Carioca" (2000）などを受勲した。